# にこ淵
にこ淵（にこぶち）は、仁淀川の支流である枝川川にある淵。高知県吾川郡いの町清水上分1278に位置する。四国八十八景（29番）碧の秘境として選定されている。

## 概要
程野の滝は、大樽の滝・権現滝・西滝・東滝の総称である。にこ淵はこの流域にあり、上流には、キャンプ場設備を整えた「グリーンパークほどの」がある。
2012年テレビ番組で「仁淀ブルー」の言葉とともに紹介され全国に知られるようになり、旅行会社の企画ツアーも組まれブームになった。2015年12月には流域の6市町村で「仁淀川ブルー観光協議会」という法人を設立し地域に活かそうとしている。道路から川床まで急坂を下るがロープや鎖が掛けられ、10分程度で慎重に進めば難なく行ける。前年より落石の恐れの為に通行止めになっていたが、下部に階段が設置され平成30年8月24日より開通し川床まで下りられるようになっている。
　
なお、にこ淵は、水神の化身とされる大蛇が棲む所とされ、地元の人々は近づかない神聖な所である。したがって、入水・飲食・トイレは禁止とされているのは言うまでもない。

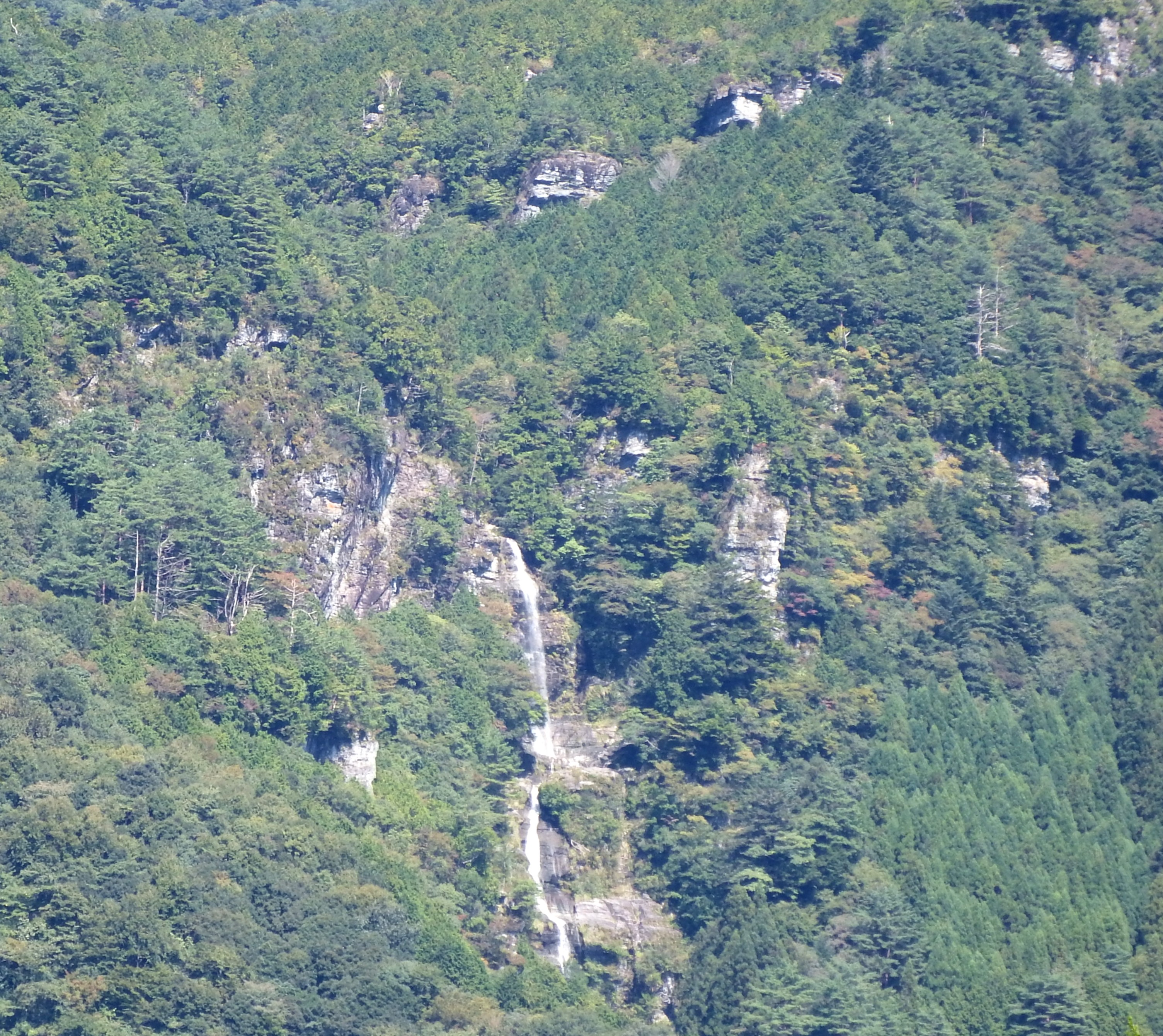
程野の滝の一つ
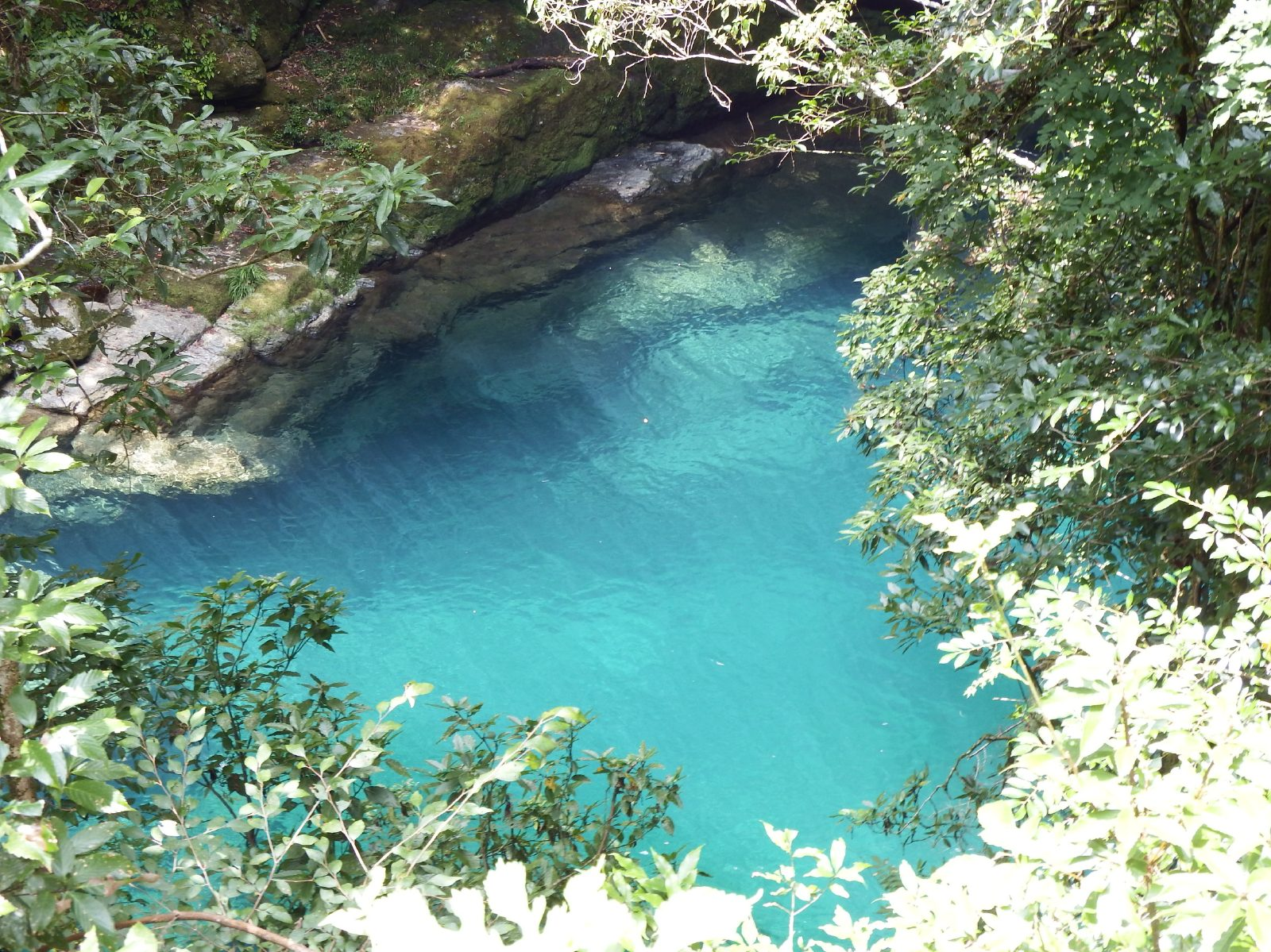
上からみた淵
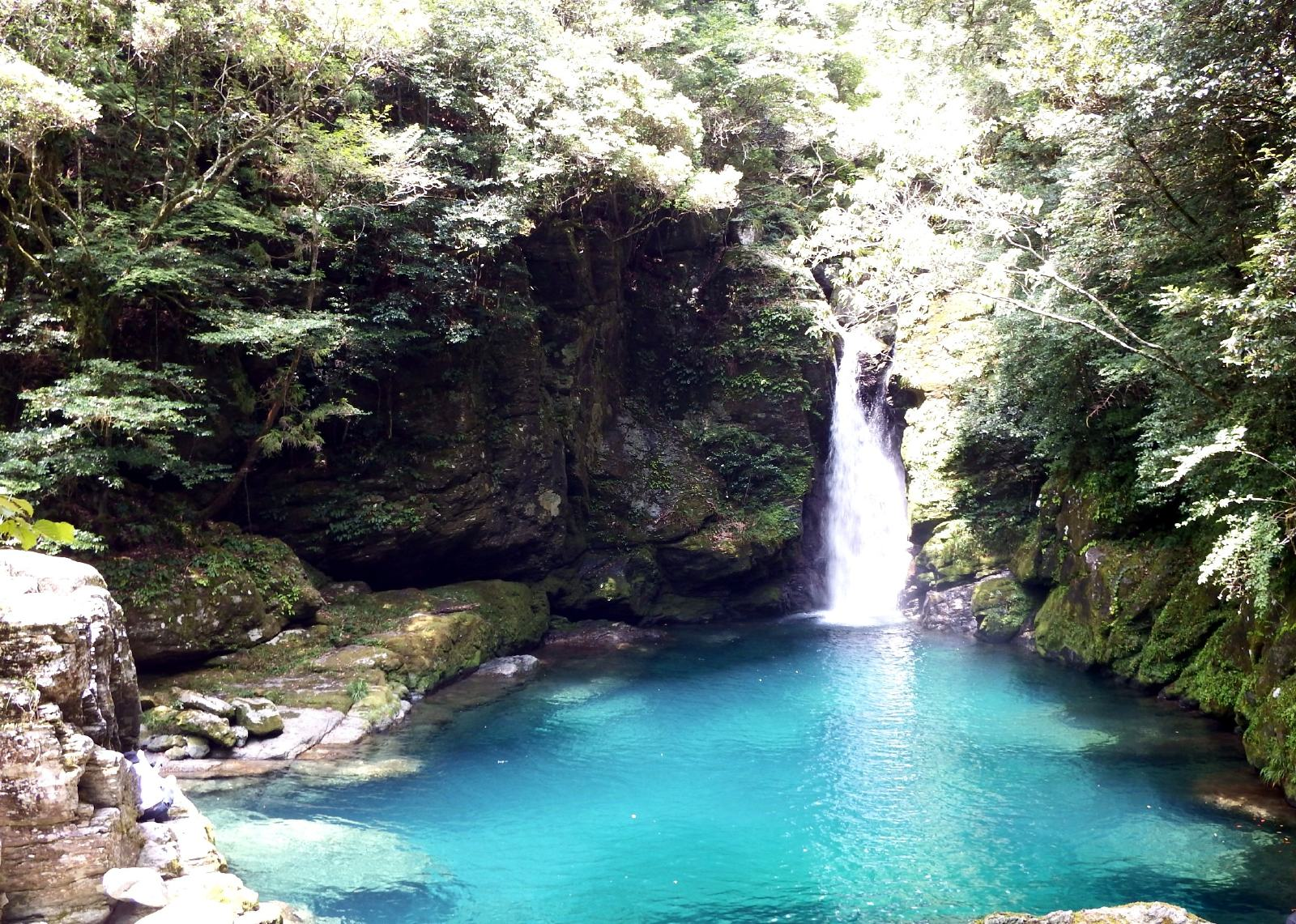
仁淀ブルー
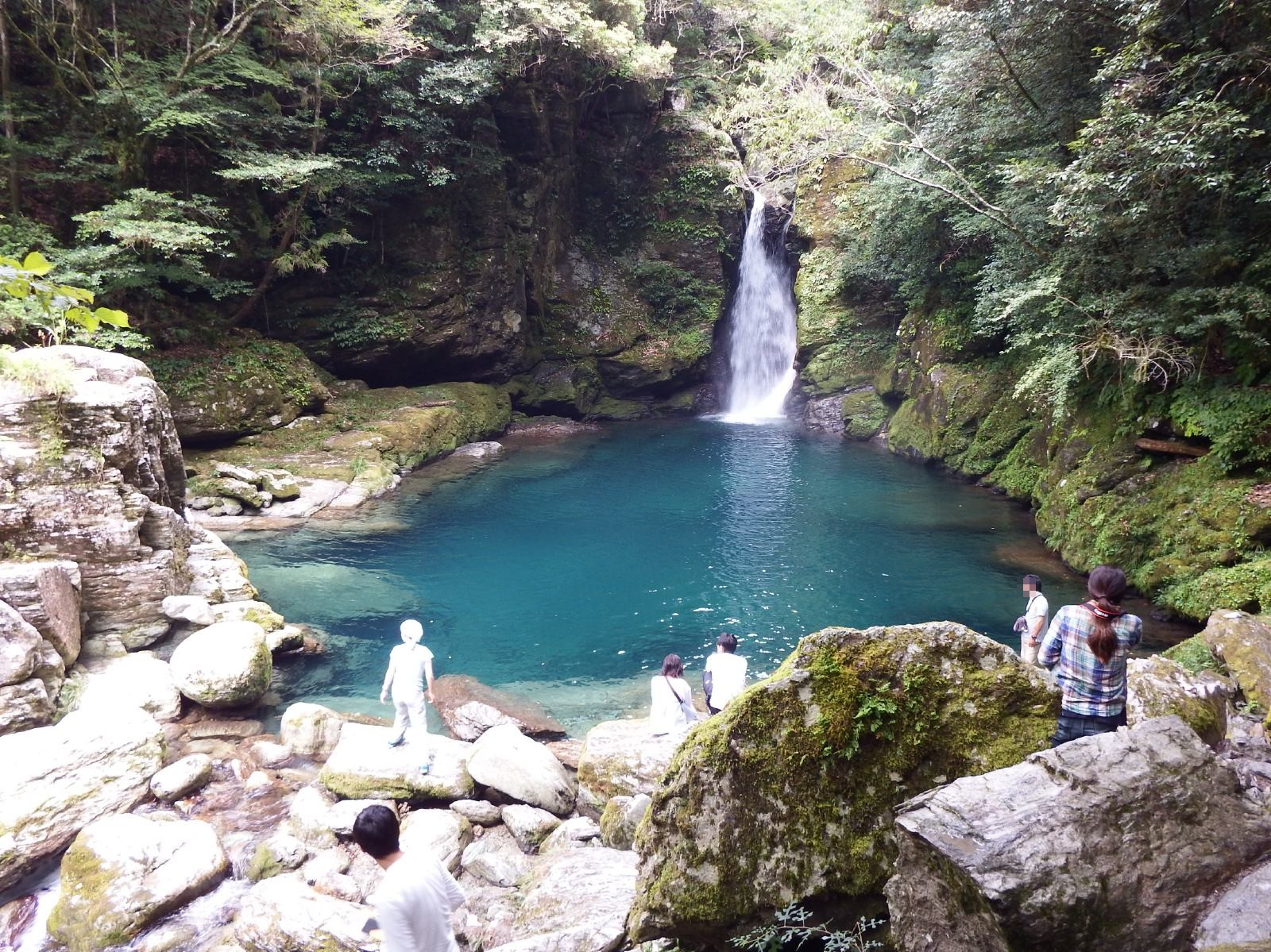
淵の全景
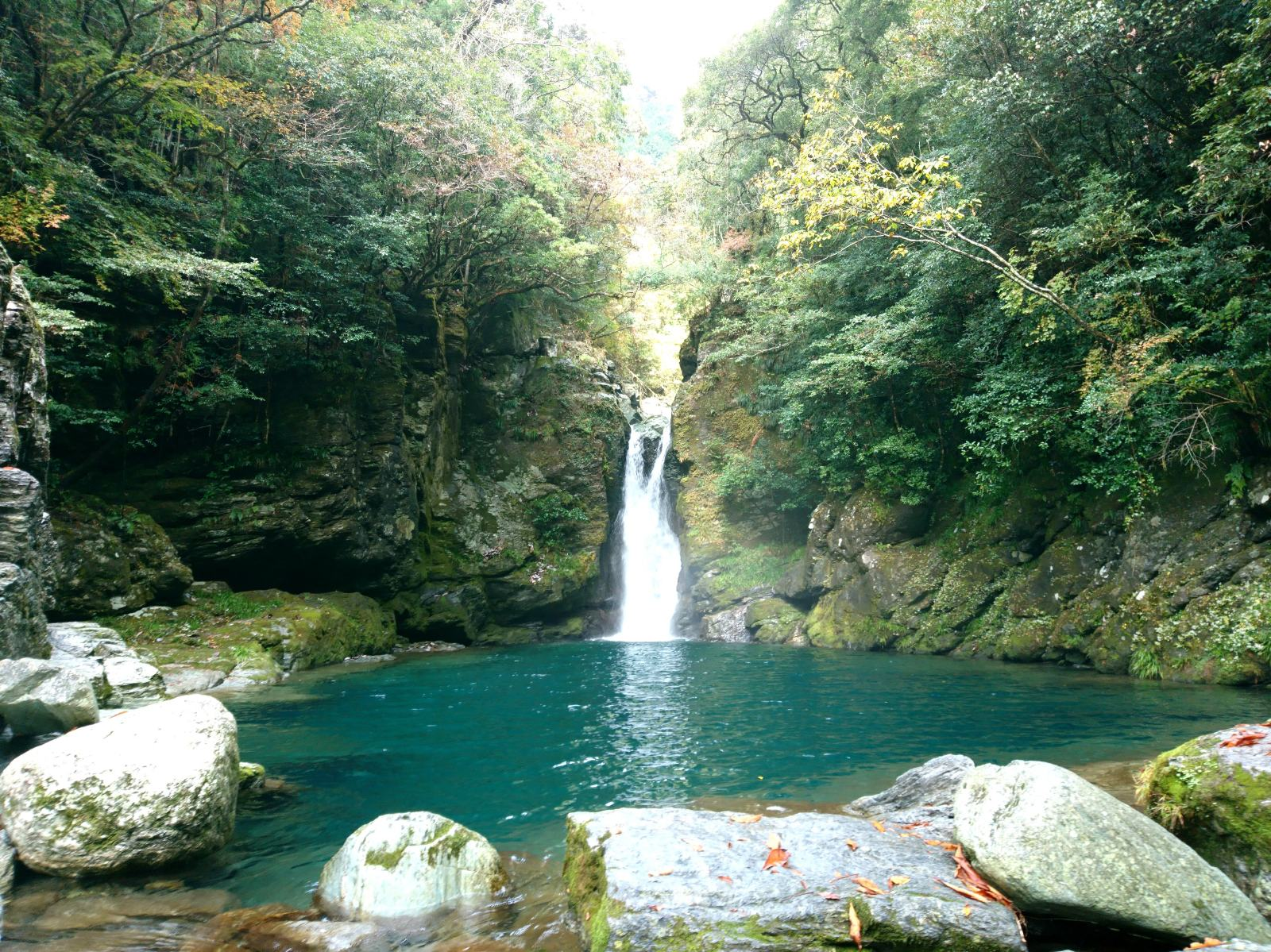
晩秋

## アクセス
- 公共交通機関

JR伊野駅から→県交北部交通バス「長沢行き」乗車→乗車約50分『程野入口』下車（または、県交北部交通バス「土居行き」乗車→終点の『土居』下車、徒歩10分で『程野入口』）→グリーンパーク方向へ徒歩約20分
- 自動車　伊野ICから約60分

伊野IC～国道33号～国道194号～45分～グリーパークほどの入り口 ～町道～にこ淵
- 駐車場

にこ淵入口より約20m先の道路脇に7台、その対面に2台。無料。